# Rathaus (Amorbach)

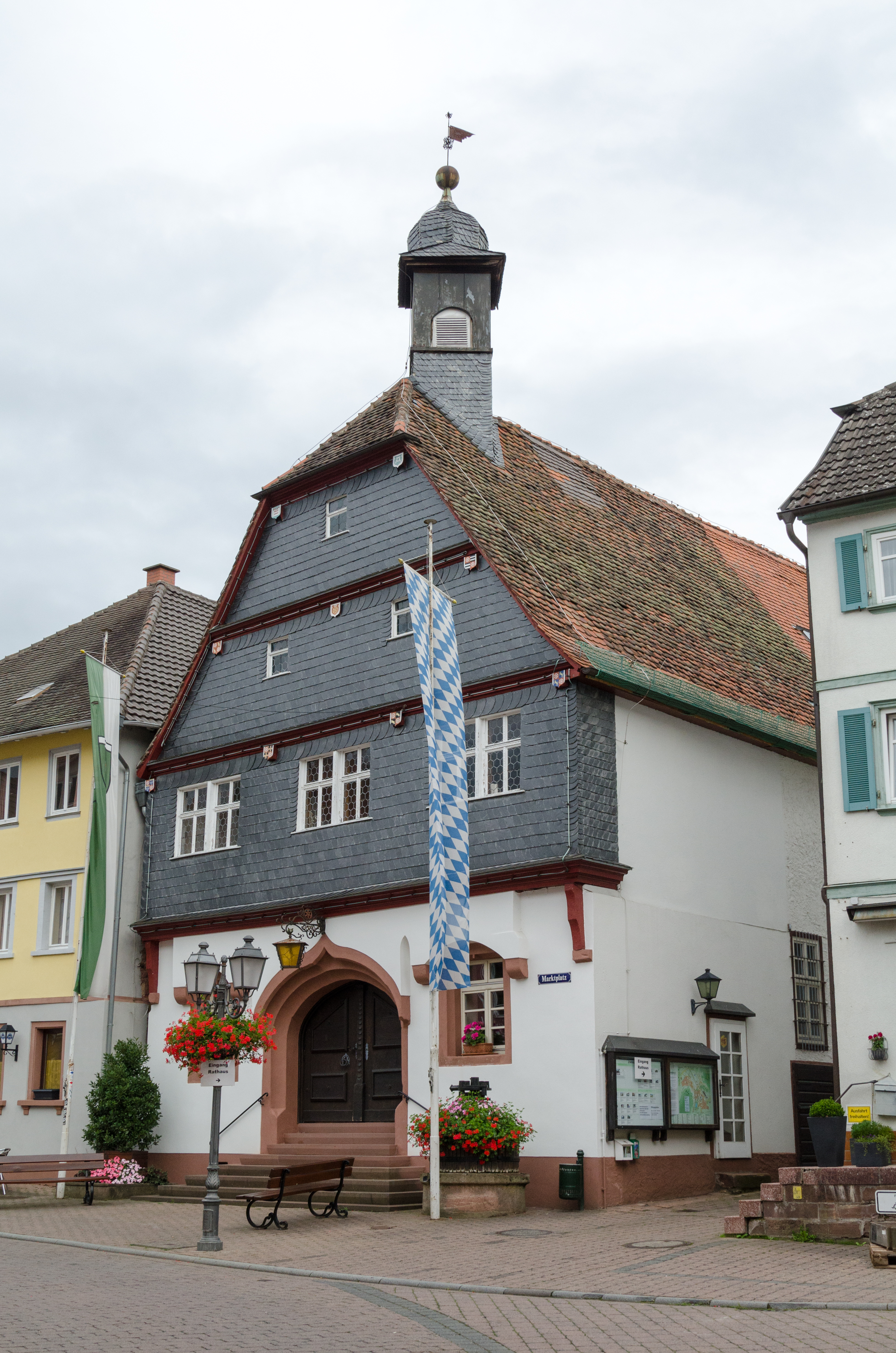
Rathaus in Amorbach

Das Rathaus in Amorbach, einer Stadt im unterfränkischen Landkreis Miltenberg in Bayern, wurde 1479 errichtet. Das Rathaus am Marktplatz 1 ist ein geschütztes Baudenkmal. 
Der giebelständige zweigeschossige Fachwerkbau mit verschiefertem Obergeschoss und Giebel hat ein einseitiges Krüppelwalmdach und einen übereck konstruierten verschieferten Dachreiter mit Zwiebelhaube. Das Erdgeschoss ist verputzt und mit Sandsteingliederungen gestaltet. Über der mittigen Freitreppe ist ein breites kielbogiges Portal zu erreichen.  
Im Inneren ist eine historische Ausstattung vorhanden.